# Bernardino Sotgiu
Bernardino Sotgiu (Ghilarza, XVIII sec. – Pisa, 1838) è stato un poeta italiano.
Nato a Ghilarza nella seconda metà del XVIII secolo, scrisse diversi poemi in lingua sarda, prevalentemente di tema religioso. Alcuni suoi scritti si trovano nell'Archivio del Canonico Giovanni Spano, il quale raccolse manoscritti di poesie, drammi e canzoni popolari in sardo. Inoltre, sempre Spano riportò due suoi poemi nell'opera Canzoni popolari inedite in dialetto sardo centrale ossia logudorese definendo Sotgiu "Buon poeta che spiccava più negli argomenti ascetici".

## Poesie
- Pover'e me solitariu!
- Anima isposa amada
- De duas sa mia est una
- Si t'istimas solitariu
- Caru amante Salvadore

## Curiosità
A Ghilarza, sua città natale, gli è stato dedicato un vicolo.